# 鲁钝平腹蛛
鲁钝平腹蛛（学名：Gnaphosa stoliczkae）为平腹蛛科平腹蛛属的动物。在中国大陆，分布于内蒙古等地。